# Society for Human Rights
La Society for Human Rights è la prima organizzazione riconosciuta per i diritti degli omosessuali negli Stati Uniti, fondata a Chicago nel 1924. È stata fondata da Henry Gerber. È stata la prima organizzazione a elaborare la prima pubblicazione in America per gli omosessuali, Friendship and Freedom. Pochi mesi dopo la registrazione dell'organizzazione, alcuni membri del gruppo sono stati arrestati, interrompendo l'attività. Sebbene sia durata solo poco tempo, l'organizzazione è riconosciuta come l'iniziatore della moderna azione omosessuale e della formazione di organizzazioni per i diritti degli omosessuali di oggi.